# Bajorország uralkodóinak listája

## Az egységes Bajor Hercegség (548–1253)

### A törzsi alapon szerveződött hercegség (548–788)
| Agilolfing-ház uralkodói |                       |  |
| I. Garibald (*500 k.)    | 548–†593              |  |
| I. Taszilo (*560 k.)     | 593–†609              |  |
| II. Garibald (*585 k.)   | 609–†625              |  |
| Fara (*611 k.)           | 625–†641              |  |
| I. Theodo (*630 k.)      | 641–†680              |  |
| Landfried (*636 k.)      | 680–†680              |  |
| II. Theodo (*665 k.)     | 680–†717. október 15. |  |
| Theudebald               | 711–†719              |  |
| Grimoald                 | 715–†725              |  |
| II. Taszilo              | 716–†719              |  |
| III. Theodo (*685 k.)    | 719–†725              |  |
| Hugbert                  | 725-†737              |  |
| Odilo (*700 k.)          | 737–†748. január 18.  |  |
| III. Taszilo (*741 k.)   | 749–788, †796         |  |

### Karoling uralom (788–899)
Nagy Károly a birodalmához csatolta a Bajor Hercegséget 788-ban.
- Karoling-ház:
  - I. Nagy Károly (†814), uralkodott: 788–814
  - I. Lothár (†855), uralkodott: 814–817
  - I. Jámbor Lajos (†840), uralkodott: 817–829
  - II. Német Lajos (†876), uralkodott: 829–865
  - Karlmann (†880), uralkodott: 865–880
  - III. Ifjabb Lajos (†882), uralkodott: 880–882
  - III. Kövér Károly (†888), uralkodott: 882–887
  - I. Karintiai Arnulf (†899), uralkodott: 887–899
  - IV. Gyermek Lajos (†911), uralkodott: 899–907

### Vegyesházi uralkodók (899–1253)
Az alábbi táblázat a vegyesházi bajor hercegek listáját tartalmazza.
| Név                                                                  | Dinasztia     | Uralkodásának ideje | Német név                   | Megjegyzés                                                                                  |
| -------------------------------------------------------------------- | ------------- | ------------------- | --------------------------- | ------------------------------------------------------------------------------------------- |
| (I.) Luitpold * ? † 907. július 4.                                   | Luitpoldingek | 899–907             | Luitpold                    | Az őrgrófi és hercegi címeket viselte                                                       |
| II. Gonosz Arnulf * 890 körül † 937. július 14.                      | Luitpoldingek | 907–937             | Arnulf                      | Luitpold fia.                                                                               |
| Eberhard * 912 † 940/966 körül                                       | Luitpoldingek | 937–938             | Eberhard                    | II. Arnulf fia. Trónfosztva.                                                                |
| Berthold * 900 † 947. november 23.                                   | Luitpoldingek | 938–947             | Berthold                    | Luitpold fia. Bajor és karintiai herceg.                                                    |
| I. Szász Henrik * 919/921 † 955. november 1.                         | Liudolfingek  | 947–955             | Heinrich I. von Sachsen     | I. Henrik német király (†936) fia. Német ellenkirály, és karintiai herceg is volt.          |
| II. Civakodó Henrik * 951 † 995. augusztus 28.                       | Liudolfingek  | 955–976 985–995     | Heinrich II. der Zänker     | I. Henrik fia. Német ellenkirály, és karintiai herceg is volt.                              |
| I. Sváb Ottó * 954 † 982. november 1.                                | Liudolfingek  | 976–982             | Otto I. von Schwaben        | I. Henrik testvérének az unokája. Sváb és bajor herceg.                                     |
| III. Karintia Henrik * 940/943 † 989. október 5.                     | Luitpoldingek | 983–985             | Heinrich III.               | Berthold fia. Karintia hercege is.                                                          |
| IV. Szent Henrik * 973. május 6. † 1024. július 13.                  | Liudolfingek  | 995–1004 1009–1017  | Heinrich II. (IV.)          | II. Henrik fia. Német királyként a II. Henrik nevet viselte, 1014 után német-római császár. |
| V. Henrik * 960 körül † 1026. február 27.                            | Luxemburgiak  | 1004–1009 1017–1026 | Heinrich V. von Luxemburg   | Luxemburgi gróf és bajor herceg.                                                            |
| (I.) Vörös Konrád * 990 † 1039. június 4.                            | Száliak       | 1026–1027           | Konrad II.                  | I. Henrik testvérének az ükunokája.                                                         |
| VI. Henrik * 1017. október 28. † 1056. október 5.                    | Száliak       | 1027–1042 1047–1049 | Heinrich III.               | (I.) Konrád fia. Német, olasz, burgund király, német-római császár és bajor herceg.         |
| VII. Henrik * 1005 † 1047. október 14.                               | Luxemburgiak  | 1042–1047           | Heinrich VII. von Luxemburg | V. Henrik unokaöccse. Luxemburgi gróf és bajor herceg.                                      |
| (II.) I. Zütpheni Konrád * 1020 † 1055. végén                        | Zütpheni-ház  | 1049–1053           | Konrad I. von Zütphen       |                                                                                             |
| VIII. Henrik * 1050. november 11. † 1106. augusztus 7.               | Száliak       | 1053–1061 1077–1096 | Heinrich IV.                | VI. Henrik fia. Német király és német-római császár.                                        |
| (III.) II. Gyermek Konrád * 1052 † 1055. április 10.                 | Száliak       | 1054–1055           | Konrad                      | VIII. Henrik öccse.                                                                         |
| Poitoui Ágnes * 1025 † 1077. december 14.                            | Száliak       | 1055–1061           | Agnes von Poitou            | VI. Henrik felesége.                                                                        |
| II. Northeimi Ottó * 1020 † 1083. január 11.                         | Northeimi-ház | 1061–1070           | Otto II. von Northeim       |                                                                                             |
| I. Welf * 1030/1040 körül † 1101. november 8.                        | Welfek        | 1070–1101           | Welf I. (IV.)               |                                                                                             |
| II. Kövér Welf * 1072 † 1120. szeptember 24.                         | Welfek        | 1101–1120           | Welf II. der Dicke          | I. Welf fia.                                                                                |
| IX. Fekete Henrik * 1074 körül † 1126. december 13.                  | Welfek        | 1120–1126           | Heinrich IX. der Schwarze   | II. Welf öccse. Bajor herceg és Altdorf grófja.                                             |
| X. Büszke Henrik * 1108 körül † 1139. október 20.                    | Welfek        | 1126–1139           | Heinrich X. der Stolze      | IX. Henrik fia. Bajor és szász herceg.                                                      |
| Bőkezű Lipót * 1108 † 1141. október 18.                              | Babenbergek   | 1139–1141           | Leopold IV. von Österreich  | II. Arnulf hetedik leszármazottja (osztrák ágon). Az osztrák őrgrófi címet is viselte.      |
| III. Konrád * 1093 † 1152. február 15.                               | Staufok       | 1141–1142           | Konrad III.                 | VIII. Henrik dédunokája. Osztrák őrgróf, később német király.                               |
| XI. Henrik * 1107 † 1177. január 13.                                 | Babenbergek   | 1142–1156           | Heinrich XI. Jasomirgott    | Lipót testvére. Bajor herceg, osztrák őrgróf, és herceg, rajnai palotagróf.                 |
| XII. Oroszlán Henrik * 1129 † 1195. augusztus 6.                     | Welf          | 1156–1180           | Heinrich XII. der Löwe      | X. Henrik fia. Bajor és szász herceg.                                                       |
| (III.) I. Ottó * 1117 körül † 1183. július 11.                       | Wittelsbachok | 1180–1183           | Otto I. der Rotkopf         | Rajnai palotagróf is volt.                                                                  |
| (V.) I. Kelheimeri Lajos * 1174. december 23. † 1231. szeptember 15. | Wittelsbachok | 1183–1231           | Ludwig I. der Kelheimer     | (III.) I. Ottó fia.                                                                         |
| II. Előkelő Ottó * 1206. április 7. † 1253. november 29.             | Wittelsbachok | 1231–1253           | Otto II. der Erlauchte      | (V.) I. Lajos fia. Rajnai palotagróf is volt.                                               |
| Bajorország 2 részre szakad.                                         |               |                     |                             |                                                                                             |

## A kettészakadt Bajorország időszakának uralkodói (1253–1349)

### Bajorország első felosztásakor (1253–1340)
| Alsó-Bajorország hercegei | Felső-Bajorország hercegei |                  |            |
| \| Uralkodó \| Született \| Elhunyt \| Uralkodott \| \| ----------------------------- \| ----------------- \| ---------------- \| ---------- \| \| XIII. Henrik \| * 1235. nov. 19 \| † 1290. febr. 3 \| 1253-1290 \| \| Társuralkodók: \| \| \| \| \| III. Ottó \| * 1261. febr. 11 \| † 1312. szept. 9 \| 1290–1312 \| \| III. Lajos \| * 1269. okt. 9 \| † 1296. okt. 9 \| 1290–1296 \| \| I. István \| * 1271. márc. 14 \| † 1310. dec. 21 \| 1290–1310 \| \| XIV. Idősebb Henrik \| * 1305. szept. 29 \| † 1339. szept. 1 \| 1309–1339 \| \| XV. Natternbergi Henrik \| * 1312. aug. 28 \| † 1333. jún. 18 \| 1312–1333 \| \| IV. Ottó \| * 1307. jan. 3 \| † 1334. dec. 14 \| 1309–1334 \| \| I. Gyermek János \| * 1329. nov. 29 \| † 1340. dec. 20 \| 1339–1340 \| \| Egyesül Felső-Bajorországgal. \| \| \| \| | - II. Kevély Lajos (1229. ápr. 13. – 1294. febr. 1/2.), 1253–1294 - Társuralkodók és II. Lajos gyermekei: - Rudolf (1274. okt. 4. – 1319. aug. 2), rajnai palotagróf, 1294–1317 - IV. Lajos (1282. ápr. 1. – 1347. okt. 11), német-római császár, 1294–1340 |                  |            |
| Uralkodó | Született | Elhunyt          | Uralkodott |
| XIII. Henrik | * 1235. nov. 19 | † 1290. febr. 3  | 1253-1290  |
| Társuralkodók: | |                  |            |
| III. Ottó | * 1261. febr. 11 | † 1312. szept. 9 | 1290–1312  |
| III. Lajos | * 1269. okt. 9 | † 1296. okt. 9   | 1290–1296  |
| I. István | * 1271. márc. 14 | † 1310. dec. 21  | 1290–1310  |
| XIV. Idősebb Henrik | * 1305. szept. 29 | † 1339. szept. 1 | 1309–1339  |
| XV. Natternbergi Henrik | * 1312. aug. 28 | † 1333. jún. 18  | 1312–1333  |
| IV. Ottó | * 1307. jan. 3 | † 1334. dec. 14  | 1309–1334  |
| I. Gyermek János | * 1329. nov. 29 | † 1340. dec. 20  | 1339–1340  |
| Egyesül Felső-Bajorországgal. | |                  |            |

### Az újraegyesülés időszaka (1340–1349)
| Uralkodó                           | Született        | Elhunyt            | Uralkodott  | Rokonsága       |
| ---------------------------------- | ---------------- | ------------------ | ----------- | --------------- |
| IV. Lajos                          | (2x)             | (2x)               | 1340 - 1347 |                 |
| Társuralkodók 1347–1349 között     |                  |                    |             |                 |
| V. Idős Lajos                      | * 1315. máj.     | † 1361. szept. 18. | 1347–1349   | IV. Lajos fiai. |
| II. István                         | * 1319.          | † 1375. máj. 19.   | 1347–1349   | IV. Lajos fiai. |
| VI. Római Lajos                    | * 1328. máj. 7.  | † 1365. máj. 17.   | 1347–1349   | IV. Lajos fiai. |
| I. Vilmos                          | * 1330. máj. 12. | † 1389. ápr. 15.   | 1347–1349   | IV. Lajos fiai. |
| I. Albert                          | * 1336. júl. 25. | † 1404. dec. 13.   | 1347–1349   | IV. Lajos fiai. |
| V. Lusta Ottó                      | * 1346.          | † 1379. nov. 15.   | 1347–1349   | IV. Lajos fiai. |
| 1349-ben felosztják Bajorországot. |                  |                    |             |                 |

## Bajorország második felosztásakor (1349–1503)

### Felső-Bajorország (1349–1363)
|                     | Uralkodó        | Született       | Elhunyt         | Hatalmon volt | Megjegyzések    |
| ------------------- | --------------- | --------------- | --------------- | ------------- | --------------- |
| Wittelsbach-ház     |                 |                 |                 |               |                 |
|                     | V. Idős Lajos   | (2x)            | (2x)            | 1349–1361     | IV. Lajos fiai. |
| –                   | VI. Római Lajos | (2x)            | (2x)            | 1349–1351     | IV. Lajos fiai. |
| –                   | V. Lusta Ottó   | (2x)            | (2x)            | 1349–1351     | IV. Lajos fiai. |
| –                   | Meinhard        | * 1344 febr. 9. | † 1363 jan. 13. | 1361–1363     | V. Lajos fia.   |
| Egység Landshuttal. |                 |                 |                 |               |                 |

### Alsó-Bajorország-Straubing uralkodói (1347–1425)
|                                                    | Uralkodó          | Született       | Elhunyt          | Hatalmon volt | Megjegyzések    |
| -------------------------------------------------- | ----------------- | --------------- | ---------------- | ------------- | --------------- |
| Wittelsbach-ház                                    |                   |                 |                  |               |                 |
|                                                    | I. Vilmos         | (2x)            | (2x)             | 1349–1389     | IV. Lajos fiai. |
|                                                    | I. Idősebb Albert | (2x)            | (2x)             | 1349–1404     | IV. Lajos fiai. |
|                                                    | II. Ifjabb Albert | * 1368.         | † 1397. jan. 21  | 1387–1397     | I. Albert fiai. |
|                                                    | II. Vilmos        | * 1365. ápr. 5. | † 1417. máj. 31. | 1404–1417     | I. Albert fiai. |
|                                                    | III. János        | * 1374.         | † 1425. jan. 6.  | 1404–1425     | I. Albert fiai. |
| Felosztják Landshut, Ingolstadt és München között. |                   |                 |                  |               |                 |

### Alsó-Bajorország-Landshut uralkodói (1349–1503)
|                     | Uralkodó           | Született         | Elhunyt              | Hatalmon volt | Megjegyzések     |
| ------------------- | ------------------ | ----------------- | -------------------- | ------------- | ---------------- |
| Wittelsbach-ház     |                    |                   |                      |               |                  |
|                     | II. István         | * 1319.           | † 1375. máj. 13./19. | 1349–1375     | IV. Lajos fia.   |
| –                   | Frigyes            | * 1339.           | † 1393. dec. 4.      | 1375–1393     | II. István fia.  |
|                     | XVI. Gazdag Henrik | * 1386.           | † 1450. júl. 30.     | 1393–1450     | Frigyes fia.     |
|                     | IX. Gazdag Lajos   | * 1417. febr. 23. | † 1479. jan. 18.     | 1450–1479     | XVI. Henrik fia. |
|                     | Gazdag György      | * 1455. aug. 15.  | † 1503. dec. 1.      | 1479–1503     | IX. Lajos fia.   |
| Egyesül Münchennel. |                    |                   |                      |               |                  |

### Felső-Bajorország-Ingolstadt uralkodói (1392–1445)
|                      | Uralkodó                | Született         | Elhunyt            | Hatalmon volt | Megjegyzések                  |
| -------------------- | ----------------------- | ----------------- | ------------------ | ------------- | ----------------------------- |
| Wittelsbach-ház      |                         |                   |                    |               |                               |
| –                    | III. Kneisseli István   | * 1337.           | † 1413. szept. 26. | 1392–1413     | II. István fia.               |
|                      | VII. Nagyszakállú Lajos | * 1365. dec. 20.  | † 1447. máj. 1.    | 1413–1443     | III. István fia. Trónfosztva. |
| –                    | VIII. Ifjabb Lajos      | * 1403. szept. 1. | † 1445. ápr. 13.   | 1443–1445     | VII. Lajos fia.               |
| Landshut része lesz. |                         |                   |                    |               |                               |

### Felső-Bajorország-München uralkodói (1392–1503)
|                                                       | Uralkodó           | Született         | Elhunyt            | Hatalmon volt | Megjegyzések      |
| ----------------------------------------------------- | ------------------ | ----------------- | ------------------ | ------------- | ----------------- |
| Wittelsbach-ház                                       |                    |                   |                    |               |                   |
| –                                                     | II. János          | * 1341.           | † 1397. aug. 8.    | 1392–1397     | II. István fiai.  |
| –                                                     | Ernő               | * 1373.           | † 1438. júl. 2.    | 1397–1438     | II. István fiai.  |
| –                                                     | III. Vilmos        | * 1375.           | † 1435. szept. 12. | 1397–1435     | II. János fia.    |
| –                                                     | Adolf              | * 1434. jan. 7.   | † 1441. okt. 24.   | 1435–1441     | Ernő fia.         |
|                                                       | III. Kegyes Albert | * 1401. márc. 27. | † 1460 febr. 29.   | 1438–1460     | Ernő fia.         |
| –                                                     | IV. János          | * 1437. okt. 4.   | † 1463. nov. 18.   | 1460–1463     | III. Albert fiai. |
|                                                       | Zsigmond           | * 1439. júl. 26.  | † 1501. febr. 1.   | 1463–1467     | III. Albert fiai. |
|                                                       | IV. Bölcs Albert   | * 1447. dec. 15.  | † 1508. márc. 18.  | 1465–1503     | III. Albert fiai. |
| 1503/1505-től egész Bajorországon ez az ág uralkodik. |                    |                   |                    |               |                   |

## Bajorország hercegei (1505–1623)
| Bajorország hercegei |                                                             |           | |
| Kép                  | Név                                                         | Dátum     | Megjegyzések |
|                      | IV. Bölcs Albert * 1447. december 15. † 1508. március 18.   | 1504–1508 | Bajorország-München hercege, majd a landshuti örökösödési háború (1503–1505) után egész Bajorországé. 1506-ban bevezette a primogenitúrát. |
|                      | IV. Vilmos * 1493. november 13. † 1550. március 7.          | 1508–1550 | IV. Albert fia. |
|                      | X. Lajos * 1495. szeptember 18. † 1545. április 22.         | 1516–1545 | Társuralkodó Landshutban, IV. Albert fia.                                                                                                  |
|                      | V. Nagylelkű Albert * 1528. február 29. † 1579. október 24. | 1550–1579 | IV. Vilmos fia |
|                      | V. Kegyes Vilmos * 1548. szeptember 29. † 1626. február 7.  | 1579–1597 | V. Albert fia. |
|                      | I. Miksa * 1573. április 17. † 1651. szeptember 27.         | 1597–1623 | V. Vilmos fia. |

## Bajor hercegek és választófejedelmek (1623–1805)
| Bajorország választófejedelmei |                                                             |                     | |
| Kép                            | Név                                                         | Uralkodása          | Megjegyzések |
|                                | I. Miksa * 1573. április 17. † 1651. szeptember 27.         | 1623–1651           | II. Ferdinánd császár szövetségese a harmincéves háborúban. Szolgálataiért Bajorország megkapta a rajnai Pfalz vidékét (1623). |
|                                | Ferdinánd Mária * 1636. október 31. † 1679. május 26.       | 1651–1679           | I. Miksa fia |
|                                | II. Miksa Emánuel * 1662. július 11. † 1726. február 26.    | 1679–1706 1714–1726 | Ferdinánd Mária fia. II. Miksa részt vett a spanyol örökösödési háborúban a franciák oldalán, a német császár ellen. A háború lezáródása után menekülnie kellett Bajoroszágból (blenheimi csata). Választójogát 1714-ben kapta vissza a badeni béke értelmében.                                                                                               |
|                                | Károly Albert * 1697. augusztus 6. † 1745. január 20.       | 1726–1745           | II. Miksa fia Részt vett az osztrák örökösödési háborúban a franciák oldalán. Ausztria megszállta Bajorországot (1742-1744); a császár Münchenbe visszatérve meghalt. |
|                                | III. Miksa József * 1727. március 28. † 1777. december 30.  | 1745–1777           | Károly Albert fia. A Wittelsbach-ház idősebb ágának utolsó bajor uralkodója. |
|                                | Károly Tivadar * 1724. december 11. † 1799. február 16.     | 1777–1799           | Rudolf (1274–1319) bajor herceg 13. leszármazottja. 1743-tól pfalzi választó. |
|                                | IV. (I.) Miksa József * 1756. május 27. † 1825. október 13. | 1799–1805           | Rudolf (1274–1319) bajor herceg 14. leszármazottja. 1795–1799 között Pfalz-Zweibrücken hercege, 1799-től bajor választófejedelem. A francia forradalom és a napóleoni háborúk idején Napóleonnal lépett szövetségre, a császár törekvéseit támogatta. 1805-ben lemondott választófejedelmi tisztéről, Napóleon cserébe bajor királyi címet adományozott neki. |

## Wittelsbach-házikirályok (1805–1921)
| Bajorország Wittelsbach-házból származó királyai (1805-1918) |                                                          |           | |
| Kép                                                          | Név                                                      | Dátum     | Megjegyzések |
|                                                              | I. Miksa * 1756. május 27. † 1825. október 13.           | 1805–1825 | Bajorország első Wittelsbach-házból származó királya, uralkodói címét I. Napóleon császártól kapta. 1805-ig IV. Miksa József néven Bajorország választófejedelme. 1812-ig Napóleon császár szövetségese, 1813-ban átállt a koalíció oldalára, így a bécsi kongresszus után is király maradhatott. |
|                                                              | (XI.) I. Lajos * 1786. augusztus 25. † 1868. február 29. | 1825–1848 | I. Miksa fia, lemondott a trónról, 1868-ban halt meg. |
|                                                              | II. Miksa * 1811. november 28. † 1864. március 10.       | 1848–1864 | I. Lajos fia |
|                                                              | II. Lajos * 1845. augusztus 25. † 1886. június 13.       | 1864–1886 | II. Miksa fia, élete végére megőrült, helyette 1886-tól Luitpold bajor királyi herceg volt a régens |
|                                                              | (VI.) Ottó * 1848. április 27. † 1916. október 11.       | 1886–1913 | II. Lajos testvére. A trónról lemondatták 1913-ban, majd 1916-ban halt meg. Uralkodásra képtelen volt; elmezavara miatt két régens uralkodott helyette: - (II.) Luitpold (1821. márc. 12. – 1912. dec. 12.) 1886-1912, majd annak fia a későbbi - III. Lajos király 1912-1913                     |
|                                                              | III. Lajos * 1845. január 7. † 1921. október 18.         | 1913–1918 | Luitpold bajor királyi herceg fia, II. Lajos és Ottó unokatestvére. Utóbbi helyett régens volt 1912–1913 között. Uralkodásának az első világháború utáni német forradalom vetett véget. |

## Lásd még
- Wittelsbach-ház
- Bajorország
- Bajorország történelme
- Bajorország miniszterelnökeinek listája